# Криголам (книга, 1987)
«Криголам» (рос. «Ледокол») — документально-публіцистична книга Віктора Суворова (Володимир Різун), в якій аргументовано стверджується, що Адольф Гітлер, розпочавши війну проти СРСР, лише випередив радянські агресивні плани вторгнення СРСР у Німеччину, яке готували на липень 1941 року. Вперше побачила світ 1987 року.

## Основні тези
Головною причиною Другої світової війни у книзі оголошується політика Йосипа Сталіна, метою якої, згідно з Суворовим, було захоплення Центральної та Західної Європи саме влітку 1941 року.
Наведені в книзі аргументація та висновки про терміни заперечувалися радянською та російською академічною наукою, хоча не заперечувався факт пропозиції Генштабу РСЧА про завдання попереджувального удару незадовго до нападу Німеччини, про що було повідомлено Сталіну Георгієм Жуковим, але цей варіант розвитку подій Сталіним був рішуче відкинутий.
Наведена в книзі аргументація базується переважно на матеріалах з відкритих джерел. Неочікуваність і парадоксальність[джерело?] зроблених у книзі висновків зумовили проведення ряду семінарів і конференцій з порушених у книзі питань.
Продовженням цієї книги є книга «День М» (1996). В 2011 автором також випущена аудіокнига «Криголам» з істотно переробленим змістом.